# Тепловізор

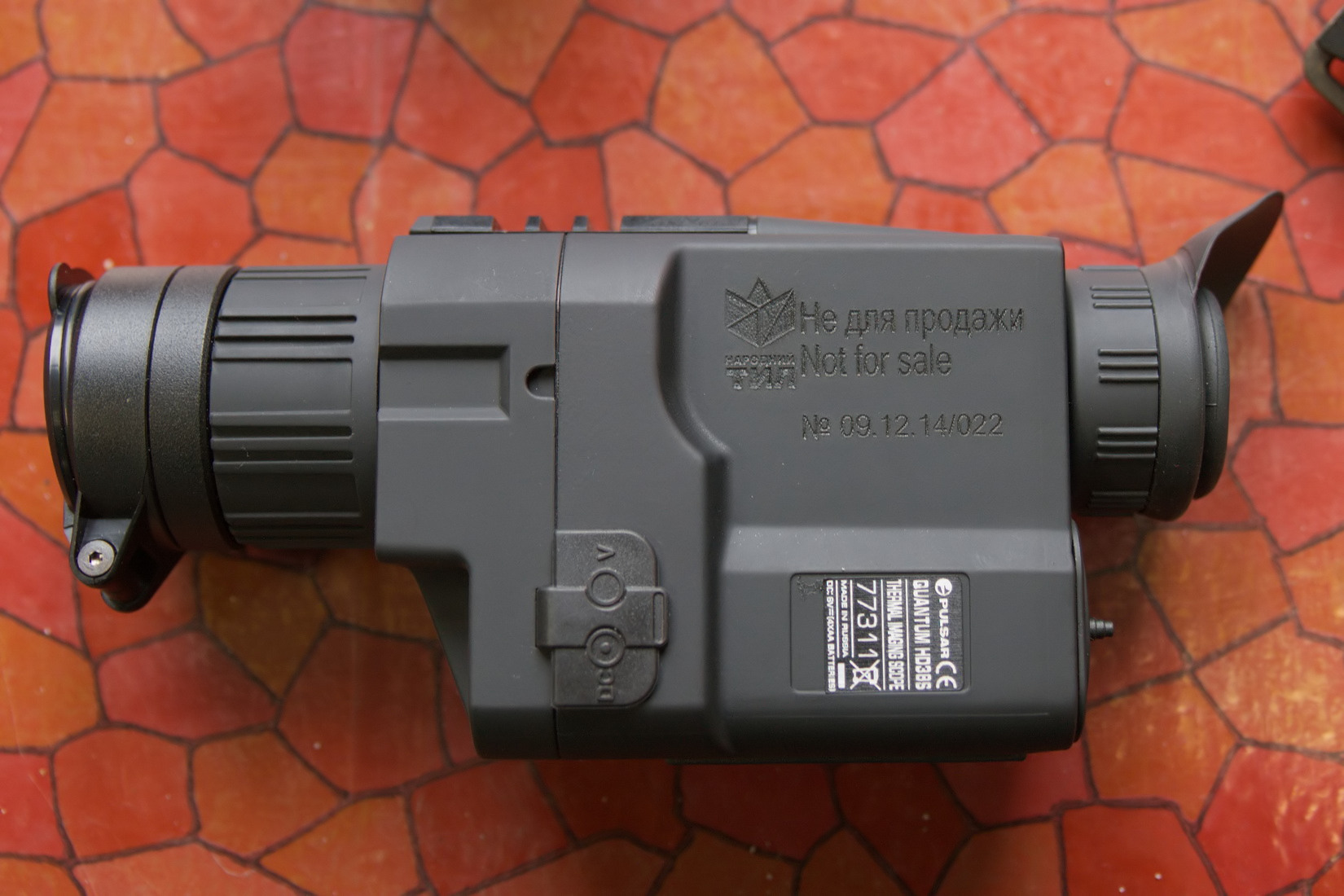
Тепловізор Pulsar Quantum HD38S

Тепловізор (інфрачервона камера) — оптико-електронний прилад для візуалізації температурного поля та вимірювання температури. Переважно працює в інфрачервоній частині електромагнітного спектру — теплові зображення утворюються завдяки зміщенню максимумів спектрів власного випромінювання тіл під час їх нагрівання у короткохвильову область.
Тепловізори поділяють за принципом дії на сканувальні та з багатоелементним приймачем випромінювання. Приймач випромінювання може бути неохолоджуваним або охолоджуваним, наприклад, за допомогою елемента Пельтьє.

## Історія

### Відкриття та дослідження
Інфрачервоне випромінювання відкрив у 1800 року британський астроном Вільям Гершель як форму випромінювання поза червоним світлом. Ці «інфрачервоні промені» (інфра — це латинський префікс «нижче») використовувались переважно для термального вимірювання.
Існує чотири основні закони ІЧ-випромінювання:
1. закон Кірхгофа про теплове випромінювання,
2. закон Стефана-Больцмана,
3. закон Планка,
4. закон переміщення Віна.

Розробка детекторів була зосереджена в основному на використанні термометрів і болометрів до Першої світової війни. Значний крок у розвитку детекторів стався 1829 року, коли Леопольдо Нобілі, використовуючи ефект Зеєбека, створив першу відому термопару, виготовивши вдосконалений термометр, сирий термопілець. Він описав цей інструмент Македоніо Меллоні. Спочатку вони спільно розробили вдосконалений інструмент.
Згодом Меллоні працював самотужки, розробляючи 1833 року прилад (багатоелементний термостовпчик), який міг виявити людину на відстані 10 м. Наступним значущим кроком у вдосконаленні детекторів став болометр, винайдений 1880 року Семюелем Пірпонтом Ленглі. Ленглі та його помічник астрофізик Чарльз Грілі Аббот продовжували вдосконалювати цей інструмент.

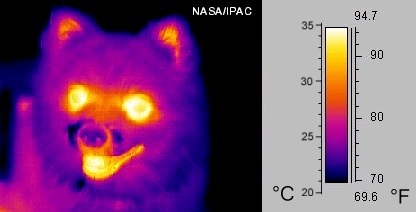
Зображення померанського шпіца, знятого в середньому інфрачервоному («тепловому») світлі

До 1901 року він мав можливість виявляти випромінювання від корови на відстані 400 м і був чутливий до перепадів температури в сто тисячних градусів Цельсія. Перша комерційна тепловізійна камера була продана 1965 року для перевірок ліній електропередач високої напруги.
Першим вдосконаленим застосуванням ІЧ-технології в цивільному розділі, можливо, був пристрій для виявлення наявності айсбергів та пароплавів за допомогою дзеркала та термопілера, запатентованого 1913 року. Невдовзі це перевершило перший справжній ІЧ-детектор айсберга, який не використовував термопіли, запатентований у 1914 році Р. Д. Паркером. Після цього була пропозиція Г. А. Баркера використовувати систему ІЧ для виявлення лісових пожеж у 1934 році. Ця методика не була по-справжньому індустріалізованою, поки не була використана при аналізі рівномірності нагріву в гарячих сталевих смугах в 1935 році.

## Принцип дії
Принцип дії тепловізора базується на перетворенні випромінення інфрачервоного спектру в видимий діапазон світлового випромінення. Спектральний діапазон, в якому працюють тепловізори, визначається інтервалами довжин хвиль в області максимуму енергії випромінення об'єктів спостереження в відповідних параметрах прозорості атмосфери. Зазвичай це інтервали довжин хвиль від 3,5 до 5,5 мкм або від 8 до 13,5 мкм. Сучасні тепловізори дозволяють виявити об'єкти, які мають температурні контрасти до десятих і навіть до сотих долей градусів, і формують зображення високої якості. Вигнута лінза Френеля фокусує інфрачервоне випромінювання на піросенсор датчика, після чого сигнал оброблюється мікропроцесором, перетворюючись на цифрові дані для подальшої обробки.

## Застосування

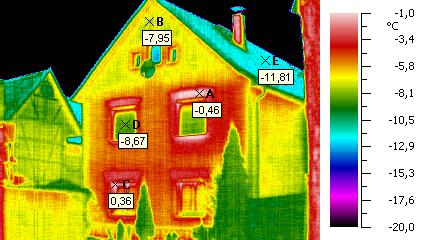
Зображення будівлі у тепловізорі

На початку тепловізори переважно застосовувались для військових потреб, особливо на літальних апаратах. Такі системи мають назву інфрачервона камера для спостереження у передній півсфері (англ. Forward looking infrared camera, FLIR).
Можливості тепловізорів знайшли застосування в багатьох галузях — від промисловості до медицини. Останнім часом їх активно використовують в будівництві, житлово-комунальному господарстві та як прилад нічного спостереження. Також тепловізійну камеру вбудовують у цифрові мультиметри для виявлення місць перегріву електронних пристроїв.

## Основні технічні параметри
Сучасні промислові тепловізори дозволяють вимірювати температури в діапазоні від 50 до 2000 °C.
Основними технічними параметрами тепловізорів є:
- діапазон вимірюваних температур
- роздільна здатність по температурі (різниця температур, еквівалентна шуму)
- поле зору
- миттєве поле зору (просторова роздільна здатність)
- робочий спектральний діапазон
- кількість елементів у приймачі випромінювання.